# Warwickshire County Cricket Club
Le Warwickshire County Cricket Club, qui représente le comté traditionnel du Warwickshire, est un des dix-huit clubs anglais majeurs qui participent aux compétitions nationales anglaises. L'équipe première porte le surnom de Warwickshire Bears pour les matchs à nombre limité de séries.

## Palmarès
- County Championship (8) : 1911, 1951, 1972, 1994, 1995, 2004, 2012, 2021.
- Gillette Cup, NatWest Trophy, C&G Trophy, Friends Provident Trophy (5) : 1966, 1968, 1989, 1993, 1995.

## Joueurs célèbres
- Brian Lara